# MG Metro 6R4
La MG Metro 6R4 è una vettura da rally progettata dal Gruppo Austin Rover sulla base della Austin Metro per partecipare nel Gruppo B al Campionato del mondo rally. Ha gareggiato nelle stagioni 1985 e 1986, riuscendo a cogliere un 3º posto come miglior piazzamento in gara.

## Storia

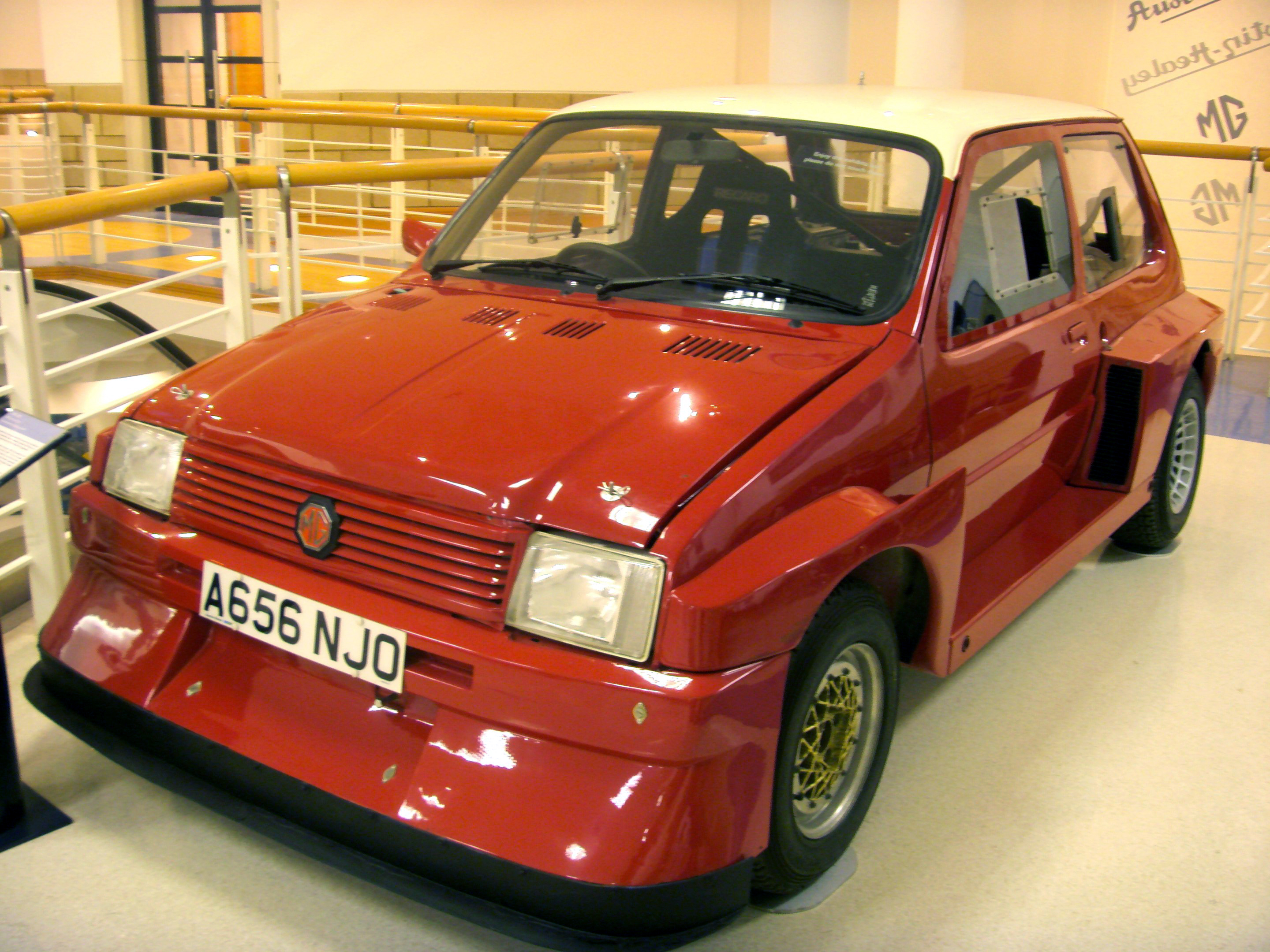
Un prototipo di MG Metro 6R4 datato 1983, conservato nell'Heritage Motor Centre di Gaydon

La MG Metro 6R4 deriva dalla Austin Metro, autovettura di segmento B prodotta dal 1980 al 1990 (dalla British Leyland fino al 1981, dal Gruppo Austin Rover fino al 1987 e in seguito dal Gruppo Rover). Le versioni della Austin Metro con caratterizzazione più sportiva venivano però commercializzate con il marchio MG, prendendo il nome di MG Metro. Nel corso del 1984 venne sviluppata, in collaborazione con il team Williams di Formula 1, una versione adatta a partecipare al Campionato del mondo rally nella seguitissima categoria Gruppo B: fu chiamata MG Metro 6R4, acronimo che indica il numero dei cilindri (6), la posizione del motore (Rear) e il numero di ruote motrici (4).
Terminata la costruzione dei 200 esemplari stradali necessari, il 1º novembre 1985 la 6R4 passò l'omologazione, e poté quindi essere iscritta al campionato mondiale 1985.

## Meccanica

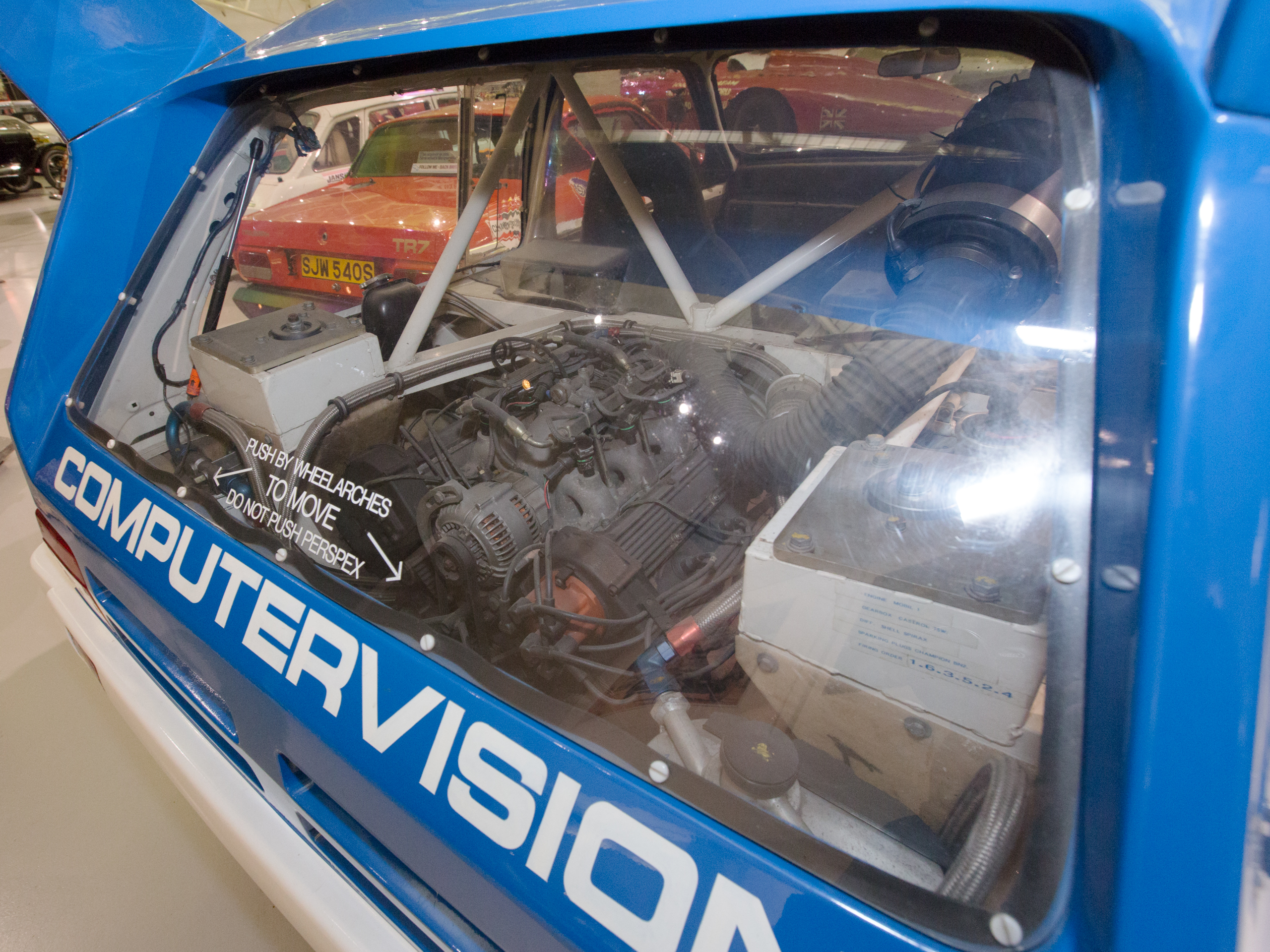
Il motore della 6R4

Come tutte le vetture Gruppo B dell'epoca, le Metro 6R4 avevano solo un richiamo estetico alle Metro di serie, giacché la meccanica ma anche l'aerodinamica, erano totalmente stravolte.
A differenza delle concorrenti, la MG Metro 6R4 rinunciava al motore sovralimentato in favore di una cilindrata maggiore: la trazione era integrale permanente, il motore un V6 bialbero 24 valvole di 2996 cm³ montato in posizione centrale e la carrozzeria (allargata e dotata di ampi spoiler) era in materiale plastico, ad eccezione delle portiere, per una potenza di 250 CV nella versione "di serie" (denominata "Clubman") e 410 CV in quella da gara (versione denominata "International"). Nella versione da gara, il motore le permetteva un'accelerazione da 0 a 100 km/h in 3,2 secondi e da 0 a 180 in 10 secondi.
Il propulsore derivava dal Rover V8 3.5 litri (utilizzato a partire dal 1967 nelle versioni più sportive delle vetture Rover, come la SD1 Vitesse e la P6 3500, ma anche su MG B GT, Triumph TR8 e varie Land Rover), al quale furono semplicemente tolti due cilindri. La posizione centrale del motore fu una scelta obbligata, dato che la mancanza di spazio nel cofano della Metro avrebbe costretto il pilota a guidare praticamente dal sedile posteriore, con una pessima visuale della strada.
Il primo motore (sigla V62V) era ottenuto letteralmente tagliando due cilindri ad motore V8 ed era inteso come un "transitorio" per sviluppare la vettura in quanto era previsto in realtà di adottare un motore Honda V6 (la casa giapponese e il gruppo Austin-Rover erano legati da una joint-venture e da una partecipazione azionaria). Furono vagliati un motore derivato dal motore Honda V6 da "Formula 2" ed un motore derivato da quello previsto per la futura Rover serie 800. Il primo fu scartato perché inadatto all'uso stradale e troppo costoso, il secondo come poco prestazionale. Fu pertanto deciso, ma dopo un ritardo al programma, di proseguire nella realizzazione di un motore "tutto Rover" il "V64V".
Il motore della 6R4 sarà utilizzato successivamente anche nella Jaguar XJ220 e nella concept car MG EX-E.
Una versione turbo compressa ed elevata 3,5 litri venne sviluppata dalla TWR per la Jaguar XJR 11 del 1989-90, vettura di Gruppo C e per la "sorella" XJR-10 per la categoria "IMSA-GTP".
In precedenza la versione aspirata originale era già stata usata dalla Ecurie Ecosse sul modello, EC286, con la quale la scuderia vinse il campionato mondiale sport prototipi 1986 per la categoria "C2", prima di essere abbandonata per il più prestante Ford Cosworth DFL.

## Risultati nel Campionato del mondo

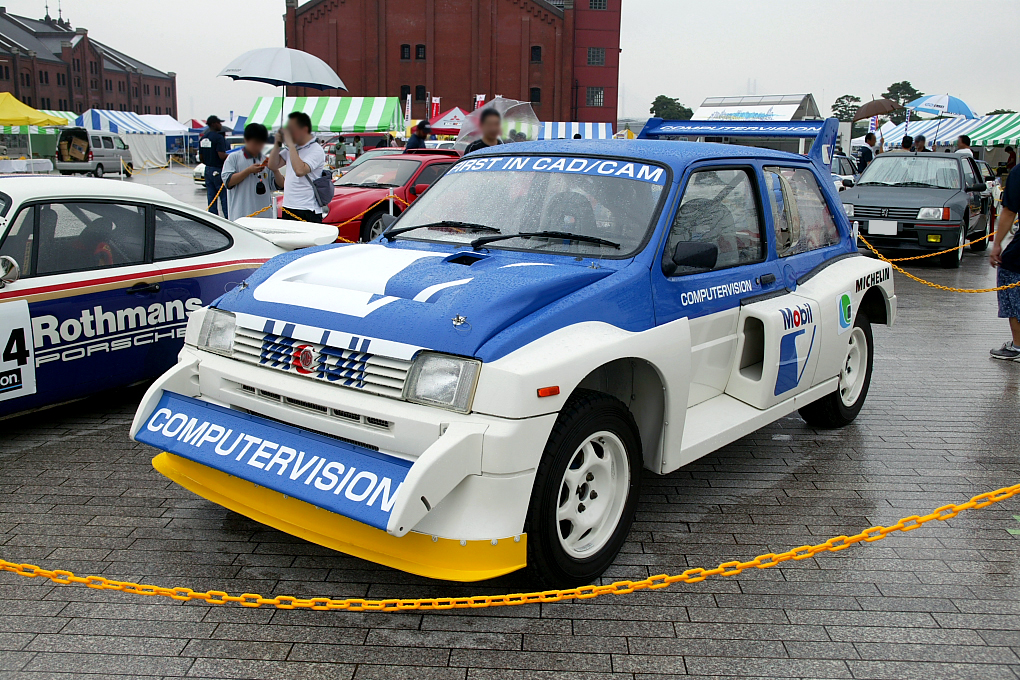
Anteriore di una Metro 6R4

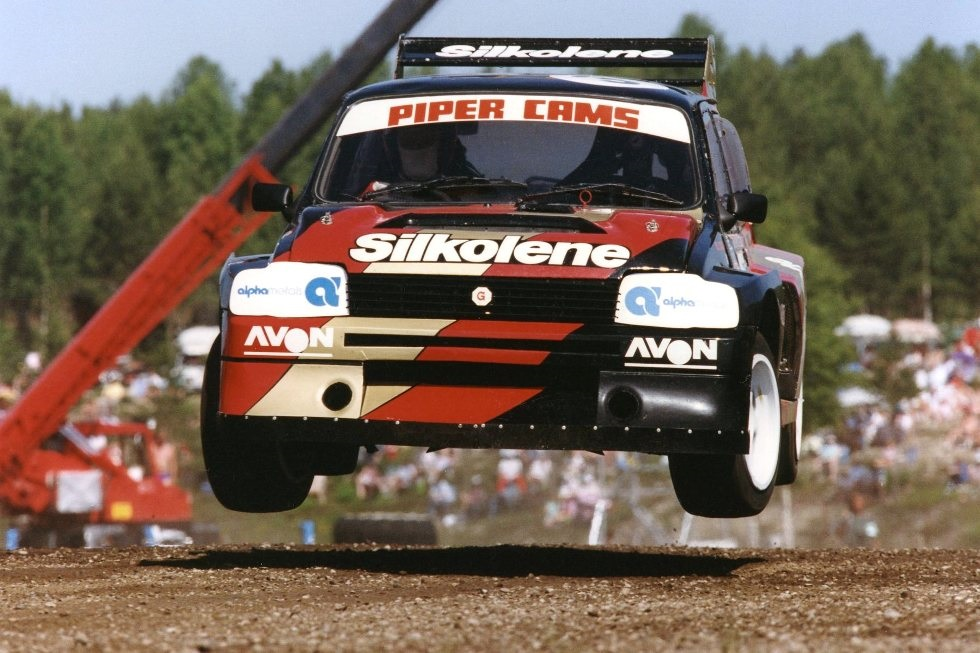
Will Gollop sulla sua MG Metro 6R4 BiTurbo nel Campionato europeo di rallycross 1991

Dopo l'omologazione del 1º novembre e l'iscrizione al campionato mondiale 1985, la 6R4 esordì il 25 novembre nel Rally di Gran Bretagna (ultima gara di quel mondiale, che volgeva ormai al termine) ottenendo il miglior piazzamento di sempre, un 3º posto assoluto. Nel corso del successivo mondiale 1986, tuttavia, la 6R4 non riuscì a guadagnarsi nessun altro podio, principalmente a causa di problemi di affidabilità, e i suoi migliori piazzamenti si limitarono ad un 4º posto al Rally di Sanremo e un 6º posto al Rally di Gran Bretagna.

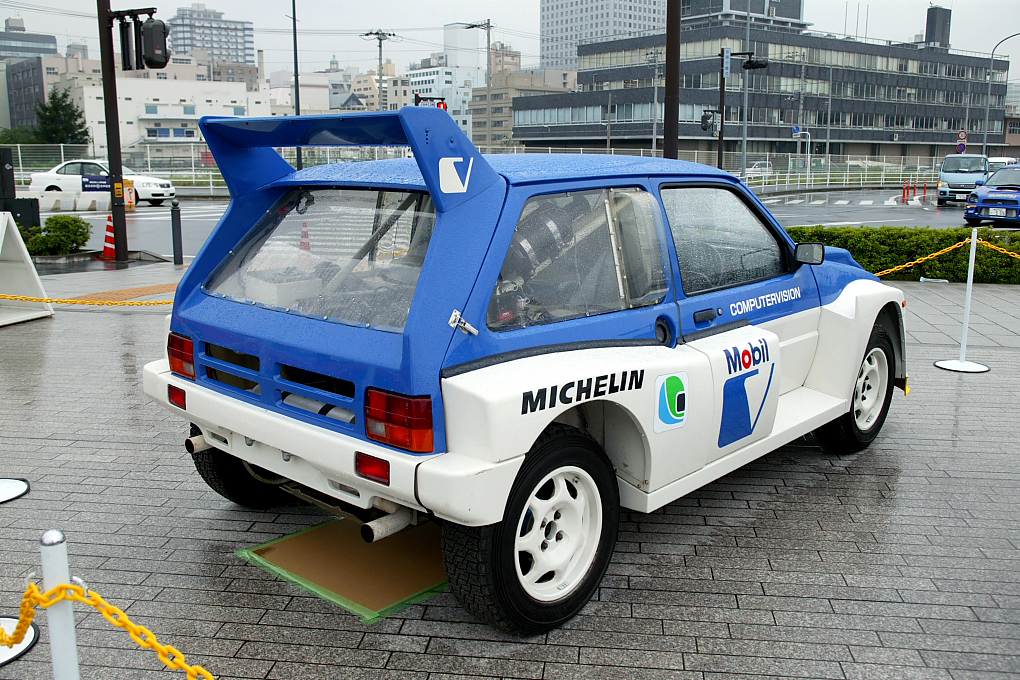
Posteriore di una Metro 6R4

In seguito agli incidenti mortali che si verificarono nei Rally del Portogallo e di Francia di quell'anno, le polemiche sulla scarsa sicurezza di questo sport si fecero sempre più forti, e alla fine del campionato 1986 la FIA decise di sopprimere il Gruppo B, nel quale le potenze sempre maggiori dei veicoli in gara provocavano un livello di pericolo eccessivo. La breve carriera della 6R4 nei mondiali si concluse quindi qui, anche se continuò ad essere utilizzata con successo in campionati minori e nel rallycross. In quest'ultima specialità Will Gollop con una 6R4 BiTurbo vinse la Divisione GT del Campionato europeo di rallycross 1992, ottenne un secondo posto nel 1991 ed il terzo posto nel 1988, 1989 e 1990.
| Rally                  | Pilota e copilota              | Risultato          |
| ---------------------- | ------------------------------ | ------------------ |
| Rally di Gran Bretagna | Tony Pond e Rob Arthur         | 3º posto           |
| Rally di Gran Bretagna | Malcolm Wilson e Nigel Harris  | Problemi al motore |
| Rally di Gran Bretagna | Geoff Fielding e John Robinson | Persa una ruota    |

| Rally                  | Pilota e copilota                    | Risultato                                                  |
| ---------------------- | ------------------------------------ | ---------------------------------------------------------- |
| Rally di Monte Carlo   | Tony Pond e Rob Arthur               | Incidente                                                  |
| Rally di Monte Carlo   | Malcolm Wilson e Nigel Harris        | Trasmissione                                               |
| Rally di Svezia        | Jean-Luc Thevenaud e Alex Pistoletti | 16º posto                                                  |
| Rally di Svezia        | Per Eklund e Dave Whittock           | Problemi al motore                                         |
| Rally di Svezia        | Malcolm Wilson e Nigel Harris        | Problemi al motore                                         |
| Rally del Portogallo   | Tony Pond e Rob Arthur               | Ritirati in atto di ammutinamento dopo l'incidente mortale |
| Rally del Portogallo   | Malcolm Wilson e Nigel Harris        | Ritirati in atto di ammutinamento dopo l'incidente mortale |
| Rally del Portogallo   | Marc Duez e Willy Lux                | Ritirati in atto di ammutinamento dopo l'incidente mortale |
| Rally di Francia       | Tony Pond e Rob Arthur               | Cinghia di distribuzione                                   |
| Rally di Francia       | Malcolm Wilson e Nigel Harris        | Incendio al motore                                         |
| Rally di Francia       | Didier Auriol e Bernard Occelli      | Perdita d'olio                                             |
| Rally di Nuova Zelanda | Tony Teesdale e Greg Horne           | 23º posto                                                  |
| Rally di Finlandia     | Per Eklund e Dave Whittock           | 7º posto                                                   |
| Rally di Finlandia     | Harri Toivonen e Cedric Wrede        | 8º posto                                                   |
| Rally di Finlandia     | Malcolm Wilson e Nigel Harris        | 10º posto                                                  |
| Rally di Finlandia     | Mika Arpiainen e Jarmo Mustonen      | Incidente                                                  |
| Rally di Sanremo       | Malcolm Wilson e Nigel Harris        | 4º posto                                                   |
| Rally di Sanremo       | Tony Pond e Rob Arthur               | Incidente                                                  |
| Rally di Sanremo       | Marc Duez e Willy Lux                | Problemi al motore                                         |
| Rally di Gran Bretagna | Tony Pond e Rob Arthur               | 6º posto                                                   |
| Rally di Gran Bretagna | Per Eklund e Dave Whittock           | 7º posto                                                   |
| Rally di Gran Bretagna | Jimmy McRae e Ian Grindrod           | 8º posto                                                   |
| Rally di Gran Bretagna | David Llewellin e Phil Short         | 9º posto                                                   |
| Rally di Gran Bretagna | Malcolm Wilson e Nigel Harris        | 17º posto                                                  |
| Rally di Gran Bretagna | Marc Duez e Willy Lux                | Problemi al motore                                         |
| Rally di Gran Bretagna | Harri Toivonen e Neil Wilson         | Problemi al motore                                         |
| Rally di Gran Bretagna | Tony Teesdale e Greg Horne           | Problemi al motore                                         |